# 本日公休
《本日公休》，是一部台灣電影，改編自導演傅天余的母親的真實故事，於2023年3月3日在臺灣上映。

## 劇情
開了幾十年的男士家庭理髮店，親切的老闆娘阿蕊以細膩手藝及真心服務在地顧客。
長年的剪髮生涯裡看盡悲歡離合，而她心中始終惦記著師傅教誨：「這一行要服務客人到底」，即使年歲漸長、身子感覺吃力，堅持不願退休。
有天，阿蕊接到一通電話，早已搬離此地的老客人拜託她到府服務。子女們認為此趟並不划算，紛紛勸退母親。
只是人與人之間的情感又怎麼是金錢能夠衡量的呢？阿蕊決定掛起「本日公休」的牌子，駕著老爺車出發……

## 人物角色

### 主要角色
| 角色名稱 | 演員   | 備註 |
| -------- | ------ | --- |
| 阿蕊     | 陸小芬 | 女主角，美髮師，經營一間家庭理髮店。對人非常親切溫柔。                                                         |
| 周佳欣   | 陳庭妮 | 阿蕊的大女兒，造型師。北漂工作，努力追夢。不會開車，考照多次都失敗而歸。                                       |
| 周佳玲   | 方志友 | 阿蕊的小女兒，美髮師。個性務實、堅守底線，與阿川因價值觀不合產生摩擦，最終離婚，兩人育有一子。                 |
| 周佳男   | 施名帥 | 阿蕊的大兒子，待業人士。愛做白日夢，常跟媽媽借錢，最近計畫投資光電事業自己做老闆。                             |
| 陳立川   | 傅孟柏 | 阿蕊的前女婿，汽車修理工。個性念舊、把別人看的比自己重要，與阿玲因價值觀不合產生摩擦，最終離婚。兩人育有一子。 |

### 次要角色
| 角色名稱                  | 演員   | 備註 |
| ------------------------- | ------ | ---- |
| 耳朵很敏感的客人          | 陳俊嘉 |      |
| 夢到被老婆罵的白髮老先生  | 吳來旺 |      |
| 吹油頭的客人              | 陳銀貴 |      |
| 看漫畫的鄰居              | 林景立 |      |
| 物流司機                  | 黃建彰 |      |
| 安迪                      | 林柏宏 |      |
| 妹妹頭客人                | 唐滋蓮 |      |
| 阿玲同事                  | 黃云歆 |      |
| 店貓                      | 小虎   |      |
| 安安                      | 廖哲宇 |      |
| 挖苦阿川的鄰居            | 陳永輝 |      |
| 房屋仲介                  | 王恩詠 |      |
| 刮鬍子客人                | 江昀毅 |      |
| 郵差                      | 黃建銘 |      |
| 阿欣男友                  | 元康   |      |
| 阿欣男友的小三            | 陳芷沅 |      |
| 國際巨星                  | 阿翰   |      |
| 痛失劉海的高中生          | 胡智強 |      |
| 髮型模特兒                | 劉以豪 |      |
| 喜歡瀏海的高中女生        | 洪瑜彣 |      |
| 蕭東鋒                    | 蕭東意 |      |
| 小婷                      | 千千   |      |
| 阿峰老婆                  | 李家儀 |      |
| 阿峰好友                  | 陳俊宇 |      |
| 阿峰好友                  | 楊欣融 |      |
| 高中生的媽媽              | 高伊玲 |      |
| 鄰居                      | 王誌成 |      |
| 單車女孩                  | 蔡瑜芹 |      |
| 洗頭客人                  | 王憲政 |      |
| 冷燙客人                  | 石聖龍 |      |
| 復健科醫師                | 柯順馨 |      |
| 年輕農夫                  | 陳柏霖 |      |
| 建議切一切的客人          | 王振興 |      |
| 追車流氓 aka 阿川國中同學 | 柯家逸 |      |
| 有人情味的流氓            | 周銓   |      |
| 有人情味的流氓            | 葉紹威 |      |
| 有人情味的流氓            | 林壑凭 |      |
| 許醫師大女兒              | 陳婉婷 |      |
| 許醫師兒子                | 舒偉傑 |      |
| 許醫師                    | 簡宗福 |      |
| 抱怨捲度不一樣的女客人    | 蔡宜真 |      |
| 劉明吉 aka 阿蕊的師傅     | 李源林 |      |
| 年輕阿蕊                  | 許莉廷 |      |
| 年輕學徒                  | 王渝屏 |      |
| 年輕學徒                  | 許筑婷 |      |
| 年輕學徒                  | 辜俞甄 |      |
| 收不到錢的招牌老闆        | 張劭宇 |      |
| 懶得教的駕訓班教練        | 莊錦松 |      |
| 阿蕊好友                  | 黃玲   |      |
| 阿蕊好友                  | 丁梅卿 |      |
| 阿蕊好友                  | 黃金鳳 |      |
| 阿蕊好友                  | 傅蕭蕊 |      |
| 廣告導演                  | 呂柏勳 |      |
| 廣告導演                  | 丁肇輝 |      |
| 廣告攝影師                | 林宗元 |      |

## 製作
2013年，傅天余導演參加楊力州導演策展的台灣紀錄片雙年展，與5位導演各別拍攝以台中為主題的15分鐘紀錄短片，她推出以母親經營理髮店的《阿蕊的家庭理髮》，此紀錄片即為《本日公休》的起點。後來導演以一週時間寫完本片故事大綱並報名金馬創投會議，入選後得到許多好評，受到本片監製吳念真鼓勵，最終將該企畫案拍成電影。本片由吳念真、吳明憲共同監製，劇本靈感取材自導演的家庭故事，從發想到籌備拍攝歷經3年時間。女主角「阿蕊」角色原型便是導演的母親，電影主場景亦回到導演的台中老家拍攝，戲裡戲外相互呼應，全片寫實中帶有細膩人文關懷，瀰漫濃濃的台灣在地生活氣息。

## 獎項及提名
本片入選第10屆新加坡華語電影節「華夏風情畫」單元、日本愛知國際女性影展閉幕片。入圍第25屆台北電影獎多項獎項，最終獲得最佳女主角、最佳男配角兩項大獎。
| 類別               | 頒獎日期       | 獎項                    | 名字                                       | 結果 | 參考   |
| ------------------ | -------------- | ----------------------- | ------------------------------------------ | ---- | ------ |
| 大阪亞洲電影節     | 2023年3月20日  | 藥師真珠獎 (最佳演員獎) | 陸小芬                                     | 獲獎 | [ 7 ]  |
| 大阪亞洲電影節     | 2023年3月20日  | 觀眾票選獎              | 《本日公休》                               | 獲獎 | [ 7 ]  |
| 烏汀內遠東國際影展 | 2023年4月29日  | 最佳劇本獎              | 《本日公休》                               | 獲獎 | [ 8 ]  |
| 台北電影獎         | 2023年7月8日   | 最佳女主角              | 陸小芬                                     | 獲獎 | [ 9 ]  |
| 台北電影獎         | 2023年7月8日   | 最佳男配角              | 傅孟柏                                     | 獲獎 | [ 10 ] |
| 台北電影獎         | 2023年7月8日   | 最佳電影行銷獎          | 《本日公休》                               | 提名 |        |
| 台北電影獎         | 2023年7月8日   | 最佳海報獎              | 《本日公休》                               | 提名 |        |
| 台北電影獎         | 2023年7月8日   | 最佳預告片獎            | 《本日公休》                               | 提名 |        |
| 金馬獎             | 2023年11月25日 | 最佳女主角              | 陸小芬                                     | 提名 |        |
| 金馬獎             | 2023年11月25日 | 最佳男配角              | 傅孟柏                                     | 提名 |        |
| 金馬獎             | 2023年11月25日 | 最佳女配角              | 方志友                                     | 獲獎 |        |
| 金馬獎             | 2023年11月25日 | 最佳原創電影歌曲        | 吳念真(詞)、陳建騏(曲)、洪佩瑜(唱)〈同款〉 | 獲獎 |        |
| 台灣影評人協會獎   | 2024年4月23日  | 最佳女演員              | 陸小芬                                     | 提名 |        |